# Peter Bauer (Schauspieler)
Peter Bauer (* 1939) ist ein deutscher Theater- und Filmschauspieler. 

## Leben
Peter Bauer ist vor allem aus der ersten Generation der deutschen Sesamstraße bekannt, in der er in den Geschichten um Herrn K. und Dr. Blau (Peter Arff) die Rolle des Herrn K. spielte (produziert 1975–1983). Diese humoristischen Kurzgeschichten, die meist von Komplikationen im Alltag handelten, wurden noch bis August 1994 ausgestrahlt. Sein Markenzeichen waren Schnauzer, Hornbrille, Anzug und der  Hut, den er laut einem Lied niemals abnahm („Ich geh nie ohne Hut“). Er spielte aber auch den kleinen „Tramp“ und den Bastler „Hans Heinrich“.
In der „Sesamstraße“ trat er darüber hinaus noch in unterschiedlichsten Rollen in mehr als 40 verfilmten Songs auf, die ebenfalls zwischen 1978 und 1994 regelmäßig ausgestrahlt wurden (von Christoph Busse komponiert, gesungen und inszeniert).  Einige dieser Lieder sang er auch selbst, so zum Beispiel als „Herr K.“ das Sonnenlied (1977), in welchem er unter größten Schwierigkeiten versuchen musste, bei strömendem Regen ein „Sonnen-Feeling“ zu vermitteln.
Er gehört 1981 zu den Gründungsmitgliedern des Theaters Grüne Sosse in Frankfurt am Main.

## Filmografie
- 1969: Wer erschoss...
- 1969: Jonathan
- 1969: Die Revolte
- 1975: Auf Biegen oder Brechen
- 1977: Saitenwechsel
- 1980/1981: Der rote Strumpf
- 1990/1991: Schlammbeißer